# Miguel Suárez (poeta y editor)
Miguel Suárez (Vera de Bidasoa, Navarra, 1951-La Valcueva, León, 30 de septiembre de 2022) fue un poeta y editor español. Escribió poesía de corte vanguardista y ganó el premio Hiperión en 1988 con su poemario La perseverancia del desaparecido. También destacó como editor y fue uno de los fundadores de la revista El signo del gorrión. Dejó la escritura en 1995 y su último libro original apareció en 1996 (después solo publicó antologías). Afincado en Valladolid, al final de su vida se instaló en el pueblo de su infancia, La Valcueva, en la cuenca minera leonesa, donde murió.

## Infancia y juventud
Nacido por azar en Vera de Bidasoa (Navarra), pero de raíces leonesas, su vida transcurrió en esta última provincia (primero en la zona minera de Matallana de Torío y después en la capital de la provincia). Hizo sus estudios universitarios en Valladolid, ciudad en la que se acabó afincando y donde participaría en movimientos políticos antifranquistas. Su tendencia a embarcarse en proyectos que fracasaban le hicieron ganarse el apodo el Ruinas con el que era conocido popularmente. Como editor, usaba el seudónimo de Miguel Lastres.

## Actividad literaria
Su amistad con Ildefonso Rodríguez y con Tomás Salvador González le animó a dedicarse a la poesía vanguardista. Se relacionó con un amplio número de escritores (José-Miguel Ullán, Antonio Gamoneda, Olvido García Valdés, Miguel Casado, Gustavo Martín Garzo, Esperanza Ortega) junto a los cuales desarrolló numerosos proyectos literarios, entre otros la colección Barrio de Maravillas o las revistas Un ángel más y El signo del gorrión. Dirigió la colección de poesía de la editorial Icaria.
Fundó Ediciones Portuguesas, editorial dedicada a ediciones artesanales y libros de artista.

## Publicaciones
- De entrada (Barrio de Maravillas, 1986)
- La perseverancia del desaparecido, premio Hiperión (1988)
- La voz del cuidado (Ave del Paraíso, 1994)
- Luz de cruce (Diputación de Soria, 1996), premio Leonor.
- Nombrando el porvenir (Barrio de Maravillas, 1998), antología de sus poemas de juventud, escritos entre 1970 y 1977.
- La voz del cuidado (1970-1995), con toda su poesía escrita hasta entonces.

### Antologías
La obra poética de Suárez figura en las siguientes antologías:
- Esto era y no era. Antólogo: Miguel Casado, Ámbito, 1985.
- La prueba del nueve. Antólogo: Antonio Ortega, Cátedra, 1994.
- Decir casa. Antólogo: Víctor M. Diez, TTT, 2007.